# Гіссен Леонід Давидович
Леонід Давидович Гіссен (рос. Леонид Давыдович Гиссен; нар. 28 червня 1931, Москва, РРФСР, СРСР — пом. 7 лютого 2005, там само) — радянський академічний веслувальник, срібний призер Олімпійських ігор.
Заслужений майстер спорту СРСР (1954).

## Життєпис
Чемпіон Європи (1954) і чотириразовий чемпіон СРСР (1952—1955) у складі вісімки. Переможець Гейнлейнської регати (1954).
Закінчив Перший Московський державний медичний інститут. Після закінчення спортивної кар'єри став одним з перших радянських спортивних психологів. Очолював лабораторію спортивної психогігієни ДЦОЛІФК. Доктор медичних наук, професор. Автор понад 200 наукових праць.

## На Олімпійських іграх
У 1952 році на літніх Олімпійських іграх у Гельсінкі (Фінляндія) на змаганнях з академічного веслування посів друге місце у складі вісімки (з результатом 6:31.2).
У 1956 році на літніх Олімпійських іграх у Мельбурні (Австралія) на змаганнях з академічного веслування серед вісімок дістався півфіналу.